# Traditores
Traditores is een Latijnse term die "wie hadden overhandigd" betekent. De term verwijst naar bisschoppen en andere christenen die hun geloof loochenden tijdens de laatste golf van vervolging onder de Romeinse keizer Diocletianus tussen 303 en 305. Op een bepaald moment waren enkele kerkleiders - onwillig om gemarteld te worden of als martelaar te sterven - bereid om deel te nemen aan vormen van aanbidding van de goden van het antieke pantheon, die door christenen werden beschouwd als afgoden. Ook waren zij bereid kerkelijke boeken en eigendommen over te dragen aan de keizerlijke autoriteiten. Deze personen kwamen bekend te staan als “traditores” ("wie hadden overhandigd").
Eén van deze traditores heette Caecilianus en keerde terug naar de Kerk toen de vervolging was gestopt en hij werd gewijd als Bisschop van Carthago en Primaat van Africa. Degenen die altijd getrouw waren gebleven, weigerden de autoriteit van een dergelijk geestelijk leider te accepteren en zij schoven Majorinus naar voren als rivaliserend bisschop. Majorinus stierf echter kort na zijn wijding en Donatus werd aangewezen zijn plaats in te nemen en de strijd voort te zetten.
Uiteindelijk leidde dit tot het Donatistische schisma en het Donatisme.